# Junger Mann mit Totenkopf
Junger Mann mit Totenkopf ist ein Gemälde aus dem Jahr 1626 des niederländischen Malers Frans Hals aus dem Goldenen Zeitalter. Heute befindet es sich in der National Gallery, London. Früher hielt man das Gemälde für eine Darstellung von Shakespeares Hamlet, der den Schädel von Yorick hält, heute gilt es als Vanitas, die die Unsicherheit des Lebens und die Unausweichlichkeit des Todes zum Ausdruck bringen soll.

## Gemälde
Das Gemälde zeigt einen jungen Mann mit einer gefiederten roten Haube und einem Umhang über der Brust. Der Mann gestikuliert mit der rechten Hand dramatisch auf den Betrachter, während er in der linken Hand einen Totenschädel hält. Es wurde erstmals 1910 von Hofstede de Groot dokumentiert, dieser beschrieb es als ein lebensgroßes, halblanges Porträt von Hamlet. Außerdem schrieb er, dass es 1895 als Leihgabe in der National Gallery of Ireland ausgestellt wurde. Er merkte eine Ähnlichkeit dieses Gemäldes zu einem anderen Gemälde von Hals und stellte fest, dass bei diesem Werk die rechte Hand des Dargestellten „ehemals auf einem bemalten Schädel ruhte, der jetzt weggemalt wurde“.
Die Interpretation als theatralische Darstellung von Hamlet wurde 1923 von W.R. Valentiner in Frage gestellt. In seinem Katalog der internationalen Frans Hals-Ausstellung von 1989 behauptet Slive, dass es sich um eine Vanitas handelt, und vergleicht es mit mehreren anderen Beispielen von Männern, die zusammen mit Totenköpfen dargestellt sind. Er wies die Identifizierung als Hamlet zurück, da Shakespeares Stücke nicht in den 1620er Jahren im Norden der Niederlande aufgeführt wurden.
Das Gemälde wurde 1980 von der National Gallery, London erworben. Sie schreiben:„The Netherlandish tradition of showing young boys holding skulls is well-established and can be traced back to engravings of the early 16th century“ (deutsch: „Die niederländische Tradition, Jungen mit Schädeln in der Hand darzustellen, ist weit verbreitet und lässt sich bis zum frühen 16. Jahrhundert zurückverfolgen.“)

Die National Gallery weist ebenso auf die exotische Tracht des Dargestellten hin, ähnlich der, die von den in Utrecht ansässigen Caravaggisti (Anhängern von Caravaggio) gezeigt wird. Hals Darstellung der Tracht des Dargestellten, der einen Schädel mit einem drapierten Mantel über der Brust hält, ähnelt mindestens vier anderen bekannten Gemälden:

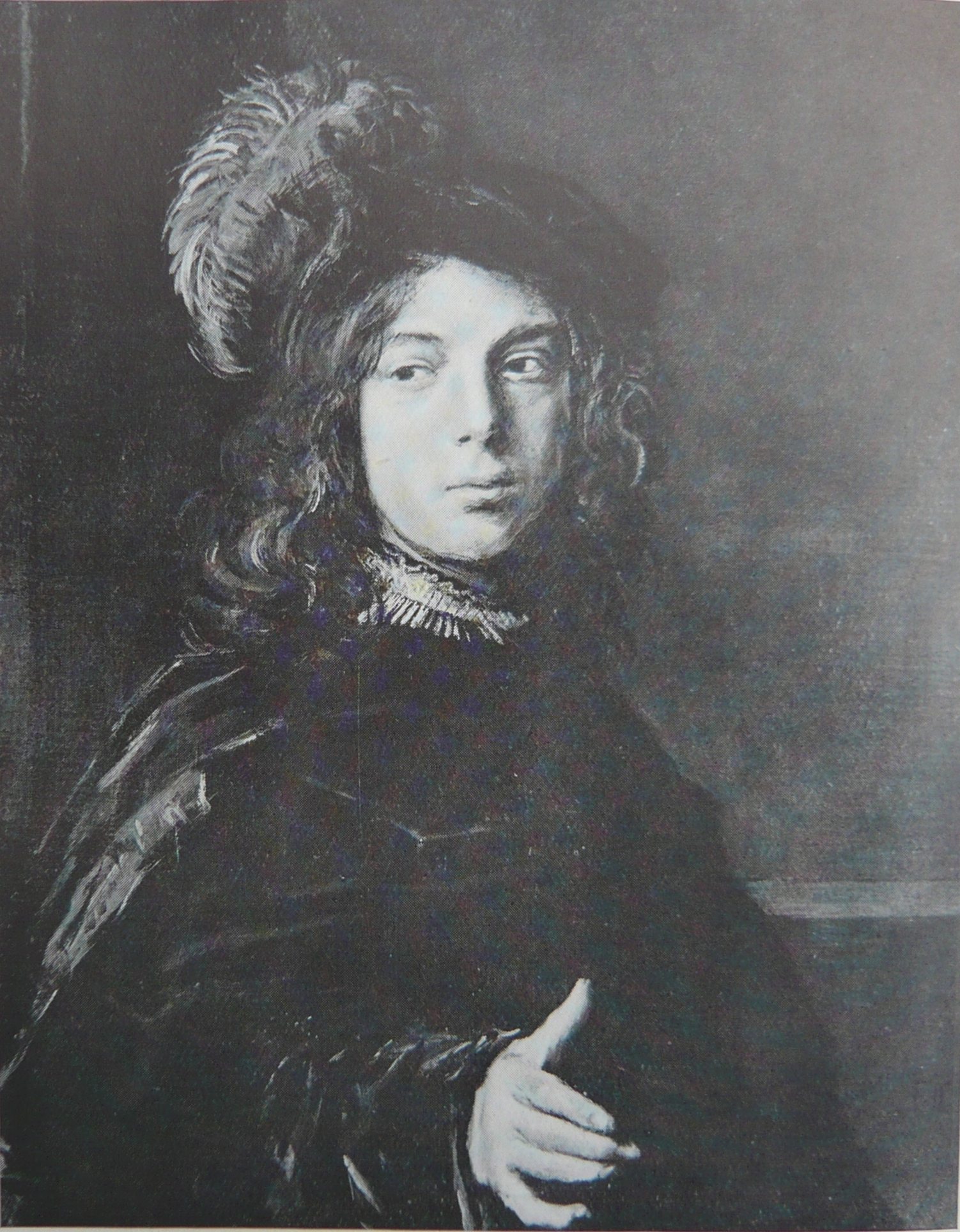
Junge mit Federhut von Frans Hals (Totenkopf entfernt)
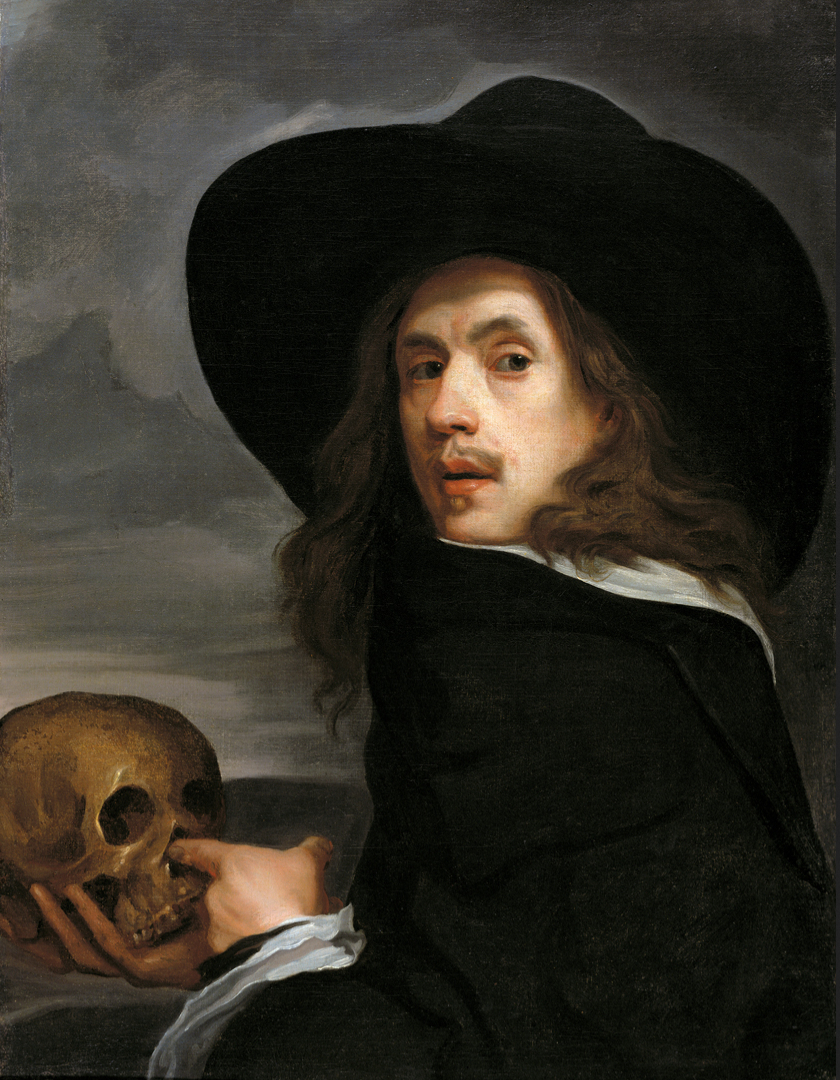
Selbstporträt von Michael Sweerts (Totenkopf wurde zuvor ausgemalt)
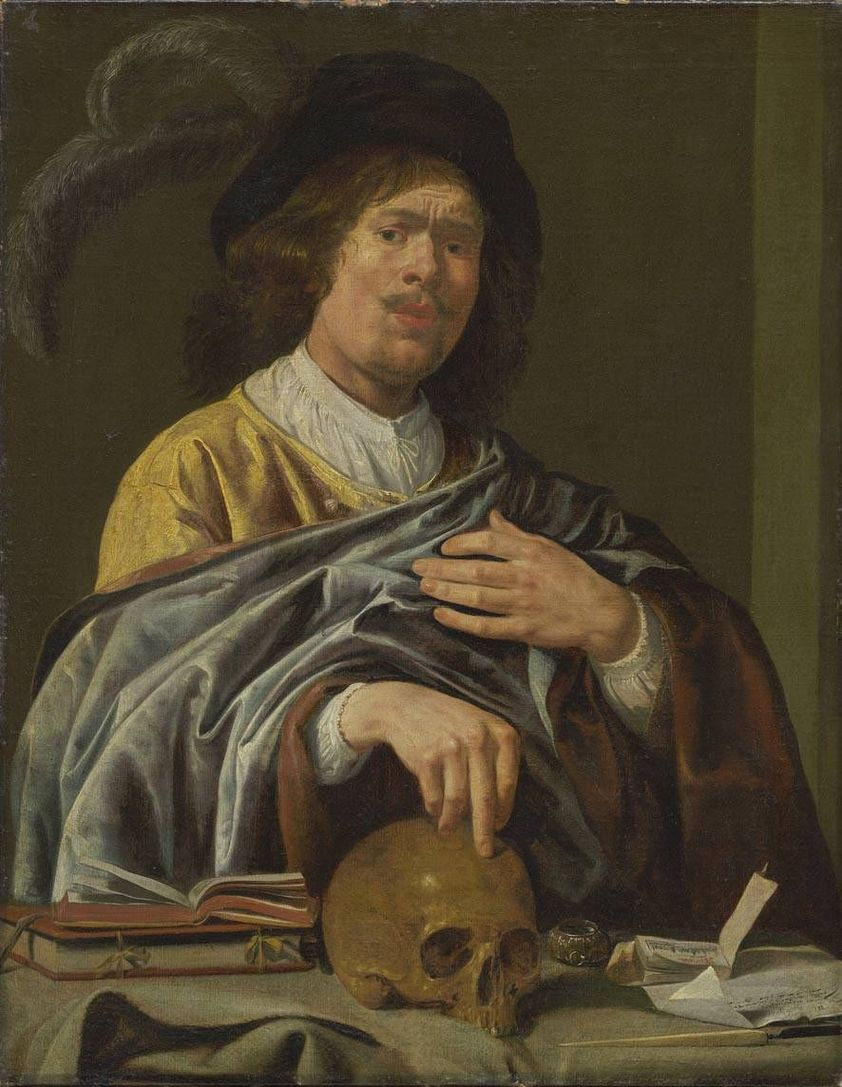
Selbstporträt von Jan Miense Molenaer
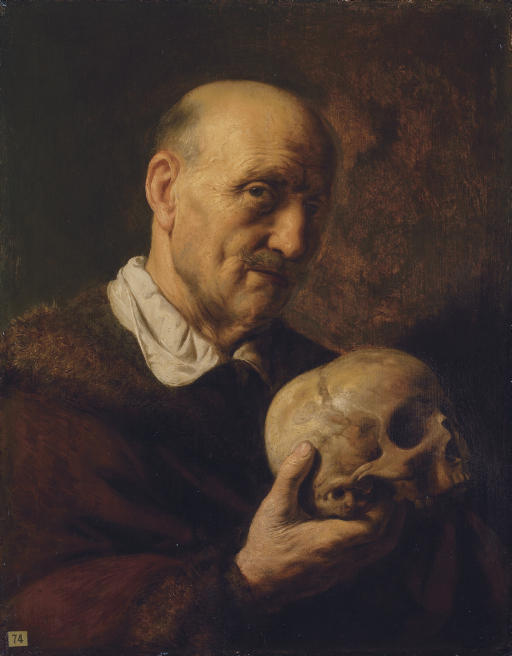
Old man with a skull, by Jan Lievens